# Kościół św. Andrzeja Apostoła w Brudzawach
Kościół świętego Andrzeja Apostoła w Brudzawach – rzymskokatolicki kościół parafialny należący do parafii pod tym samym wezwaniem (dekanat Jabłonowo Pomorskie diecezji toruńskiej).
Świątynia została wzniesiona zapewne w pierwszej połowie XIV wieku. Po pożarze, który zniszczył kościół przed 1445 rokiem, zapewne podczas odbudowy w drugiej połowie XV wieku została zbudowana ceglana część wieży i szczyt wschodni. Nie można jednak wykluczyć, że wieża została wzniesiona wcześniej, ponieważ kształt blend w jej górnej partii wskazuje na początek drugiej ćwierci XIV wieku.
Budowa powstała w stylu gotyckim, jest murowana, zbudowana została z głazów granitowych w partii murów obwodowych i dolnej kondygnacji wieży oraz z cegły w części ośmiokątnej wieży. Również szczyt wschodni i półszczyt przy wieży został zbudowany z cegieł. Kościół ma formę salową z zakrystią od strony północnej i kruchtą od południowej. Kwadratowa wieża w wyższych kondygnacjach przechodzi w formę ośmiokątną. Część ta jest ozdobiona smukłymi, ostrołukowymi blendami, rozmieszczonymi po jednej w każdym boku ośmiokąta.